# Piazza Cardinale Niccolò
Piazza Cardinale Niccolò è una piazza nella città di Prato. Collocata all'interno della cinta muraria della città, si apre di fronte al Conservatorio medesimo e alla chiesa consacrata nel 1323 e da questi prende il nome. 
Il disegno della piazza per come lo vediamo oggi è frutto della ristrutturazione settecentesca ad opera dell'architetto Giuseppe Valentini che dette una fisionomia edilizia al programma di riforme di Pietro Leopoldo incarnando l'ideale di classicismo illuministico di stampo razionalistico. Lo spazio della piazza è fiancheggiato da due ali di edifici del Settecento (a nord) e del 1865 (a sud) e chiuso sul fondo dal fianco della chiesa del Monastero di San Niccolò e dal muro di cinta del Conservatorio.  
Nella piazza Cardinale Niccolò si trovano alcuni uffici comunali, una scuola primaria e il Conservatorio.

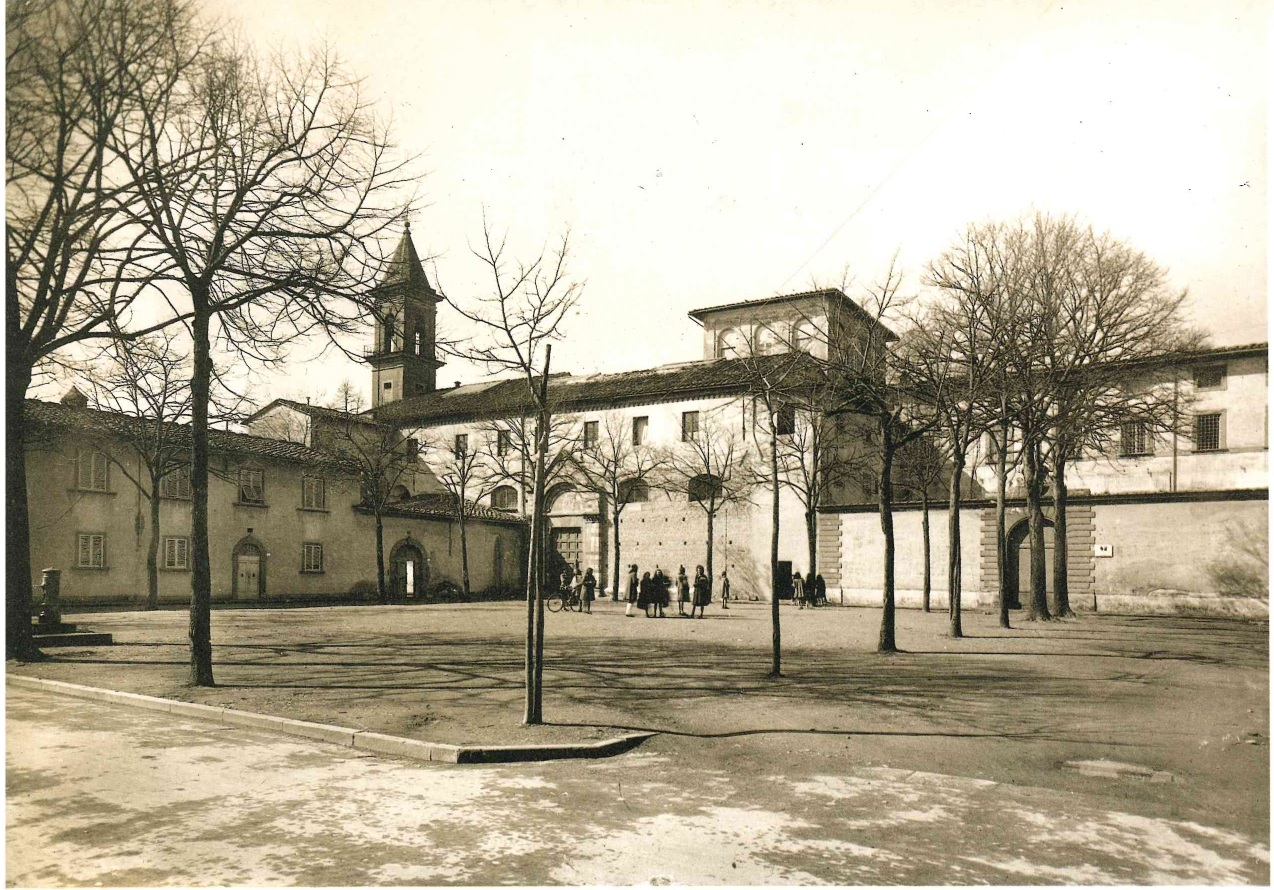
Piazza Cardinale Niccolò intorno al 1940

## La trasformazione negli anni
Negli anni Quaranta la piazza appare sterrata e completamente libera, con tigli ancora molto piccoli e le architetture circostanti assai ben visibili. 
Una prima ristrutturazione è intorno al 1980 e vede la sistemazione al centro della piazza di una fontana. La vasca di forma rotonda è circondata da una ringhiera cesellata e da aiuole geometriche incastonate nelle pietre dalle quali si origina un percorso pedonale.

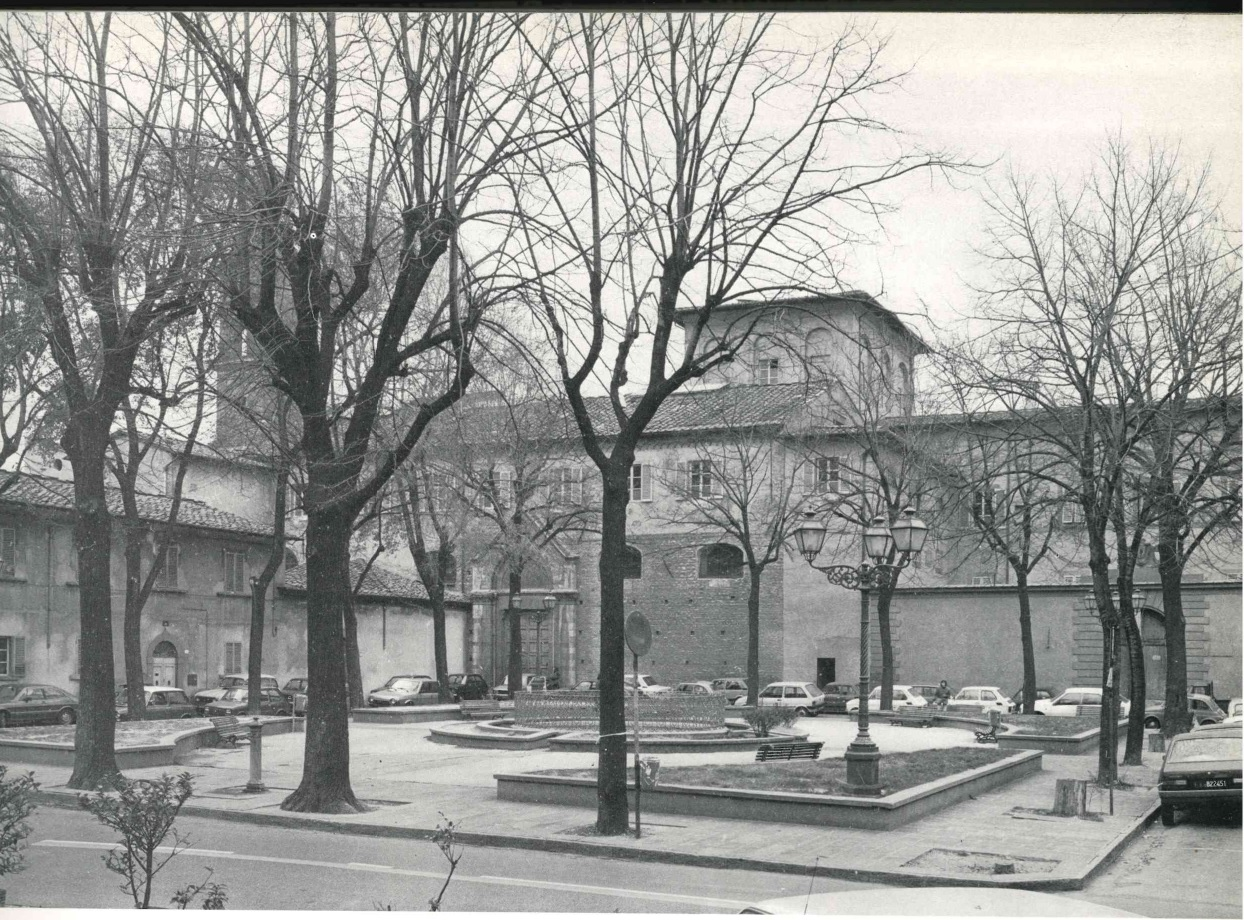
Piazza Cardinale Niccolò intorno al 1980

Una seconda ristrutturazione, all'interno di un progetto di riqualificazione architettonica della piazza, inizia nel 2016. In quell'occasione viene rifatta la pavimentazione in pietra nella parte centrale e nella parte carrabile della piazza che porta alla pedonalizzazione dell'intera area. Viene anche allestito ex novo l'impianto di illuminazione che dà risalto alla fontana. Gli alberi originali vengono sostituiti con lecci ornamentali.

## Media
In questa piazza è stato girato l'episodio del film di Francesco Nuti "Madonna che silenzio c'è stasera" in cui il protagonista incontra la prostituta interpretata da Edy Angelillo.